# صندوق عظام الموتى
المَعظمة هو صندوق أو غرفة أو بئر أو مكان أو مبنى أو موقع مخصص لترك بقايا الهيكل العظمي البشري فيه. توجد هذه المعاظم كثيرًا في الأماكن التي تكون المساحة التي يمكن الدفن فيها قليلة أو نادرة. تدفن الجثة أولا في قبر مؤقت، ثم بعد بضع سنوات، ثم تؤخذ بقايا الهيكل العظمي وتوضع في المعظمة. المساحة المنخفضة التي تشغلها العظام تسمح بتجميع أو تخزين رفات العديد من الأشخاص في قبر واحد أو غرفة واحدة أكثر مما هو ممكن في التوابيت.

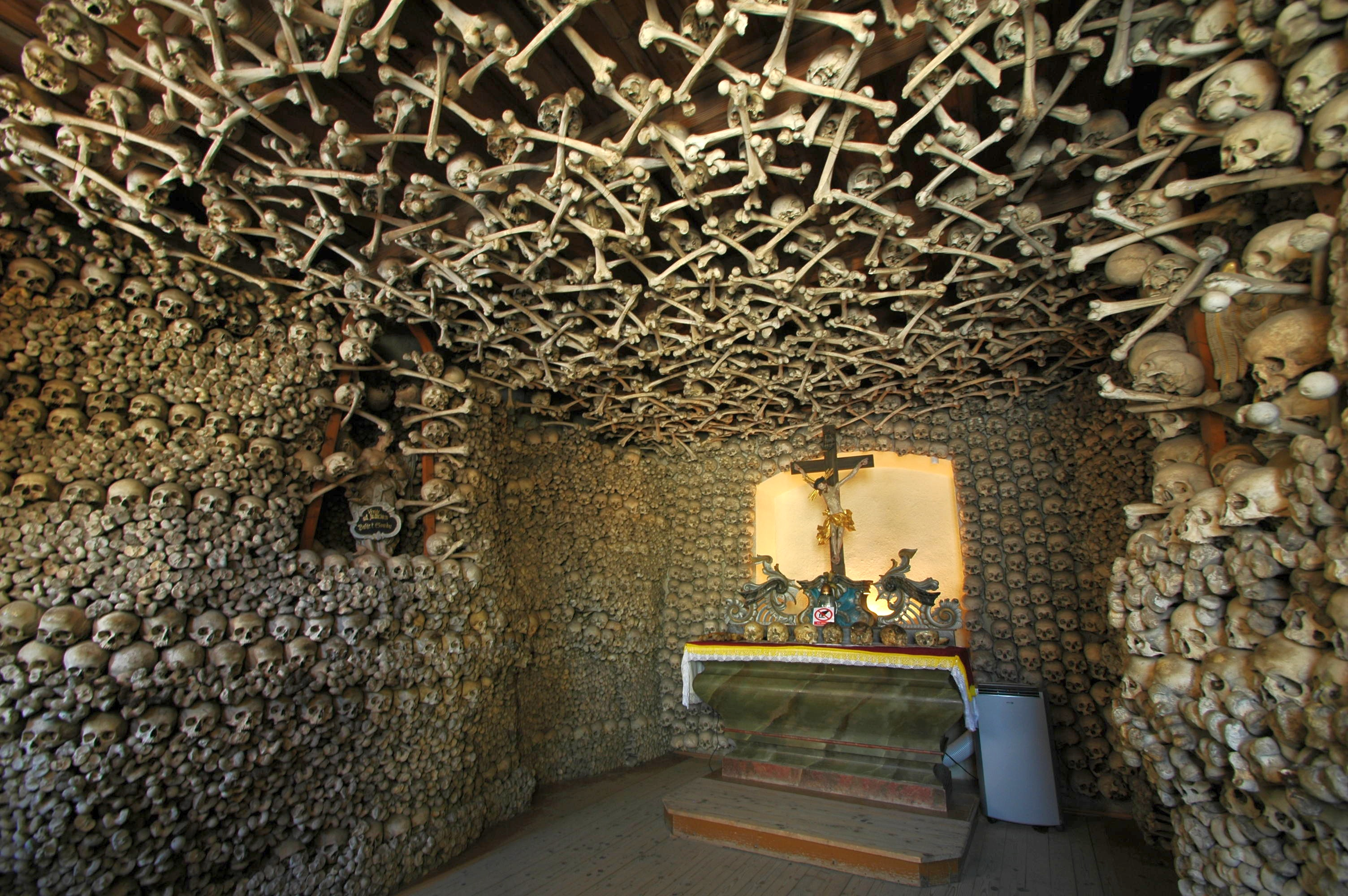
معظمة في كنيسة الجمجمة في بولندا